# 이영후
이영후(李榮厚, 1940년 7월 18일~)는 대한민국의 배우이다. 연세대학교 철학과를 나왔다. 1961년 연극배우로 데뷔하였으며 1969년 MBC 문화방송 특채 탤런트로 텔레비전 드라마에 데뷔하였다. 주로 백범 김구 역을 많이 연기했다.

## 출연작

### 텔레비전 드라마
- 1977년 《당신》 (MBC)
- 1978년 《주인》 (MBC)
- 1979년 《거인의 숲》 (MBC)
- 1979년 《소망》 (MBC)
- 1979년 《최후의 증인》 (MBC)
- 1979년 《당신은 누구시길래》 (MBC)
- 1980년 《의친왕》 (MBC)
- 1980년 《전원일기》 (MBC)
- 1981년 《제1공화국》 - 백범 김구 역 (MBC)
- 1982년 《안희제》 - 안희제 역 (MBC)
- 1982년 《이용익》 (MBC)
- 1983년 《아버지와 아들》 (MBC)
- 1983년 《조선왕조 오백년 추동궁 마마》 - 정종 (조선) 이방과 역 (MBC)
- 1984년 《조선왕조 오백년 설중매》 - 김종직 역 (MBC)
- 1984년 《조선총독부》 - 김구 역 (MBC)
- 1985년 《조선왕조 오백년 임진왜란》 - 이덕형 역 (MBC)
- 1985년 《수사반장》 700회 - 교도소장 역 (MBC)
- 1986년 《겨울꽃》 (MBC)
- 1987년 《산하》 - 이종문 역 (MBC)
- 1988년 《인간시장》 (MBC)
- 1988년 《선생님 우리 선생님》 (MBC)
- 1989년 《제2공화국》 - 김창룡 역 (MBC)
- 1990년 《야망의 세월》 - 대한건설 장 회장 역 (KBS)
- 1990년 《사랑의 종말》 (MBC)
- 1990년 《징검다리》(KBS1)
- 1990년 《여명의 그날》 KBS
- 1990년 《똠방각하》 - 이 회장 역 (MBC)
- 1991년 《아스팔트 내 고향》 (KBS)
- 1992년 《적색지대》 (KBS)
- 1992년 《해뜰날》 (KBS)
- 1993년 《걸어서 하늘까지》 (MBC) - 지숙 父 임동학 역
- 1993년 《파일럿》 - 대한항공 고영한 기장 역 (MBC)
- 1993년 《김가 이가》 (MBC)
- 1994년 《남자는 외로워》 (KBS2) - 권칠성 장군 역
- 1994년 《M》 - 최재민 박사 역 (MBC)
- 1995년 《장녹수》 - 임사홍 역 (KBS2)
- 1995년 《개성시대》 (KBS2)
- 1995년 《한울타리》(KBS1)
- 1995년 《거미》 - 강 박사 역 (MBC)
- 1995년 《냉동인간》(SBS)
- 1995년 《내 사랑 유미》 (KBS2)
- 1995년 《제4공화국》 - 장태완 수도경비사령관 역 (MBC)
- 1996년 《1.5》 (MBC)
- 1996년 《미망》 - 진동렬 역 (MBC)
- 1996년 《용의 눈물》 - 남은 역 (KBS)
- 1996년 《일곱개의 숟가락》 (MBC)
- 1997년 《별은 내 가슴에》 - 안 사장 역 (MBC)
- 1998년 《야망의 전설》 - 이현준(이정우, 이정태, 이정희의 아버지) 역 (KBS2)
- 1998년 《여자 대 여자》 (MBC)
- 1998년 《미우나 고우나》 - 이영길 역 (SBS)
- 1998년 《대왕의 길》 - 박문수 역 (MBC)
- 1999년 《네 꿈을 펼쳐라》(EBS)
- 1999년 《달콤한 신부》 (SBS)
- 2000년 《순풍산부인과》 (SBS)
- 2000년 《사랑은 아무나 하나》 (MBC)
- 2001년 《결혼의 법칙》 (MBC)
- 2001년 《명성황후》 - 이최응 역 (KBS2)
- 2002년 《내 이름은 공주》 - 최상규 역 (MBC)
- 2002년 《태양인 이제마》 - 송상 역 (KBS)
- 2002년 《장희빈》 - 김수항 역 (KBS2)
- 2002년 《야인시대》 - 김구 역 (SBS)
- 2004년 《영웅시대》 - 관철동 고리대금업자 강윤근 역 (MBC
- 2004년 《명동백작》 - 서정주 역 (EBS)
- 2005년 《제5공화국》 - 국군보안사령관 강창성 장군 역 (MBC)
- 2006년 《맨발의 사랑》 - 황 회장 역 (SBS)
- 2006년 《서울 1945》 - 김구 역 (KBS)
- 2008년 《밤이면 밤마다》 - 김인택 역 (MBC)
- 2009년 《돌아온 일지매》 - 요동성주 역 (MBC)
- 2010년 《자유인 이회영》 - 김구 역 (KBS)
- 2011년 《두근두근 달콤》 - 정대길 역 (KBS)
- 2011년 《인수대비》 - 노사신 역 (JTBC)
- 2012년 《불후의 명작》 (채널A)
- 2014년 《불꽃 속으로》 - 야스오카 역 (TV조선)

### 영화
- 1982년 《오! 인천》 - 보조출연
- 1988년 《당신은 안개꽃》 - 안 사장 역
- 1991년 《예수천당》 - 최봉석 / 최권능 목사 역
- 1991년 《내일은 비》 (우정출연)
- 1992년 《언제나 막차를 타고 오는 사람》
- 1999년 《내 마음의 풍금》 - 문방구 주인 역
- 2002년 《피도 눈물도 없이》 - 마빡 반장 역
- 2006년 《백만장자의 첫사랑》 - 강 회장 역
- 2008년 《크로싱》 - 공장장 역 (우정출연)
- 2012년 《5백만불의 사나이》 - 보경그룹 회장 역 (특별출연)

### CF
- 1981년 ~ 1984년 바이엘코리아 (벤디곤)
- 1987년 ~ 1997년 삼성제약 (쓸기담, 디판토, 까스명수, 삼성 우황청심원, 까스청수)
- 1987년 일요뉴스
- 1989년 빙그레 (외갓집라면)
- 1991년 한성기업 (한성 꼬리곰탕)
- 1994년 강남쏠라 (태양열온수기)
- 1997년 동부한농화학 (왕고추)

## 경력
- 극동방송 이 손을 보라 진행
- 극동방송 타오르게 하소서 진행
- 극동방송 안녕하세요 이영후입니다 진행
- 극동방송 하나되게 하소서 진행
- CBS 라디오 새롭게 하소서 진행
- CBS 라디오 교통탐방 진행
- 1999년 3월 ~ 동해대 연극영화과 겸임교수
- 1999년 9월 ~ 1999.10 하남국제환경박람회조직위원회 홍보위원
- 2005년 ~ 삼척대 방송영상학부 초빙교수

## 수상
- 1963년 제1회 신인예술제 연기상
- 1975년 MBC 연기대상 공로상
- 1981년 MBC 연기대상 남자 우수연기상
- 1983년 제19회 백상예술대상 TV부문 남자 최우수연기상
- 1987년 MBC 연기대상 남자 최우수연기상
- 1988년 제15회 한국방송대상 남자탤런트상
- 1988년 제24회 백상예술대상 TV부문 남자 최우수연기상

## 특이사항
백범 김구의 외모와 닮아 작품에서 백범 김구역을 맡아 백범 김구 전문배우로도 유명하며 백범 김구 기념사업의 관련 등에도 활동하기도 하였다.